# Šport u 1903.
◄◄ | ◄ | 1900. | 1901. | 1902. | 1903.  | 1904. | 1905. | 1906. | ► | ►►
Arhitektura • Astronomija • Biologija • Film • Fotografija • Glazba • Kazalište • Kemija • Kiparstvo • Knjige • Književnost • Kršćanstvo • Meteorologija • Medicina • Planinarstvo • Politika • Pravo • Promet • Slikarstvo • Strip • Šport • Televizija • Znanost • Zrakoplovstvo • Željeznički promet
Šport u 1903.

## Svijet

### Osnivanja
- Club Atlético Newell's Old Boys, argentinski nogometni klub
- Grêmio Foot-Ball Porto Alegrense, brazilski nogometni klub
- Atlético Madrid, španjolski nogometni klub
- Aberdeen F.C., škotski nogometni klub
- Hellas Verona F.C., talijanski nogometni klub
- Beşiktaş JK, turski nogometni klub

## Hrvatska i u Hrvata

### Osnivanja
- Academia Zagreb, hrvatski nogometni klub
- PNIŠK, hrvatski nogometni klub
- ŠK Panonija Karlovac, hrvatski nogometni klub
- ŠK Trenk Karlovac, hrvatski nogometni klub
- HAŠK, Hrvatski akademski športski klub

### Rođenja
- 26. travnja – Peroslav Ferković, hrvatski atletičar († 1982.)
- 4. kolovoza – Marijan Dujmović, hrvatski sportaš i sportski dužnosnik

## Vanjske poveznice
|  | Zajednički poslužitelj ima još gradiva o temi Šport u 1903. |